# 弘中惇一郎
弘中 惇一郎（ひろなか じゅんいちろう、1945年10月16日 - ）は、日本の弁護士。東京弁護士会所属。元自由人権協会代表理事。1964年、東京大学入学。1967年司法試験合格。東京大学法学部卒業（1968年）。司法修習22期（同期に木村晋介や筒井信隆）を経て1970年弁護士登録。数々の裁判で無罪判決を勝ち取っていることから、「無罪請負人」と呼ばれている。弁護士の弘中絵里は娘。

## 経歴・人物
山口県生まれ。その後、東京代々木へ転居。幼稚園と小学校は成城学園。小学校6年の夏に父親の転勤で広島市東区牛田に移り住む。修道高校を経て、1968年東京大学法学部卒業。弁護士の佐藤博史は高校・大学の三年後輩に当たる。
クロロキン、クロラムフェニコール、日化工クロム職業病裁判（六価クロム）など多くの薬害事件を担当したほか、マクリーン事件などを担当。ロス疑惑の銃撃事件で三浦和義の無罪、薬害エイズ事件における安部英の一審無罪、障害者郵便制度悪用事件で村木厚子の無罪を勝ち取り、逆に大阪地検特捜部主任検事証拠改ざん事件を見抜く。一方で2000年代初頭には熊谷信太郎、吉村洋文弁護士（後の大阪府知事）らと共に大手消費者金融武富士の訴訟代理人を務め、武富士の反社会的な取り立てや違法な業務などを告発したジャーナリストへの訴訟を担当したが、これについてはスラップ訴訟であるとの批判も受けた。
2019年にはカルロス・ゴーン被告が保釈を勝ち取れたのは弘中の弁護団選任が功を奏した、と海外で報じられた。その後ゴーン被告は保釈中にレバノンに逃亡し、弘中は弁護団を辞任した。
また、2020年1月31日付の読売新聞朝刊の「ゴーン元会長が逃亡前、犯人隠避などの疑いで逮捕状が出た米国籍の男と弘中弁護士の事務所で面会していた」などという報道（「逃亡の謀議を黙認していたと疑われても仕方がない」とする検察幹部の発言も同時に掲載。）に対し、名誉を傷つけられたとして読売新聞東京本社と読売新聞大阪本社に計1320万円の支払いを求め提訴。しかし、東京地方裁判所（裁判長判事・小川理津子）は2021年11月15日、請求を棄却した。
2020年1月29日にはゴーンの逃亡事件の関係先として弘中の事務所が出入国管理及び難民認定法違反（不法出国）容疑で東京地方検察庁による家宅捜索を受けた。刑事訴訟法上の「押収拒絶権」に基づいて拒んだにもかかわらず違法に家宅捜索が実施されたとして、国に損害賠償を求め提訴し、東京地方裁判所（裁判長判事・古田孝夫）は2022年7月29日、捜索を違法と判断した。賠償請求については棄却した。

## 弁護人・代理人を務めた人物
- 安部英
- 加勢大周
- 加藤紘一
- 花田勝
- 叶姉妹

- 三浦和義
- 守屋武昌
- 小沢一郎
- 川崎麻世
- 村上正邦

- 村木厚子
- 佐村河内守
- 中森明菜
- 中西準子
- 天羽優子

- 武井保雄
- 堀江貴文
- 麻木久仁子
- 野村沙知代
- 矢野絢也

- 鈴木宗男
- 東国原英夫
- 長嶋一茂
- 木村剛
- 鳥越俊太郎

- 高畑裕太
- カルロス・ゴーン
- 秋元司
- 村上祐子
- 片山さつき

- 大石晃子
- 中島知子
- 角川歴彦
- 渡辺典子

## テレビ出演
- 「情熱大陸」（TBS 2011年4月10日）

## 著書
- 『刑事裁判と知る権利』（中村泰次、飯田正剛、山田健太、弘中惇一郎、坂井真 共著 三省堂 1994年）ISBN 4385313466
- 『マスコミと人権』（清水英夫 編 所収「芸能人などの有名人と名誉・プライバシー」三省堂 1987年）ISBN 4385320705
- 『検証 医療事故―医師と弁護士が追跡する』（有斐閣選書 (148)）（本田勝紀 共著 有斐閣 1990年）ISBN 4641181306
- 『安部英医師「薬害エイズ」事件の真実』（武藤 春光 共著 現代人文社 2008年）ISBN 4877983864
- 『無罪請負人 刑事弁護とは何か？』（角川oneテーマ21）ISBN 4041107644
- 『生涯弁護人 事件ファイル1 村木厚子 小澤一郎 鈴木宗男 三浦和義……』（講談社 2021年）ISBN 4065189039
- 『生涯弁護人 事件ファイル2 安部英’薬害エイズ）カルロス・ゴーン 野村沙知代……』（講談社 2021年）ISBN 4065261104
- 『特捜検察の正体』（講談社現代新書）（講談社 2023年）ISBN 978-4-06-530877-6

## 関連図書
- 魚住昭『冤罪法廷 ―特捜検察の落日―』講談社、2010年。ISBN 4062165511